# François Hesnault
François Hesnault (Neuilly-sur-Seine, 30 december 1956) is een voormalige Franse autocoureur, die in 1984 en 1985 in totaal 21 Formule 1-races reed voor Ligier, Brabham en Renault. Hesnault behaalde geen punten.
Na een relatief onopvallende carrière in de autosport, met onder andere deelnames aan de Formule 3 en de 24 uur van Le Mans, wist Hesnault in 1984 met hulp van Elf een zitje te krijgen bij Ligier, dat een desastreus seizoen achter de rug had. Hoewel hij geen slechte indruk maakte, pakte hij in tegenstelling tot zijn teamgenoot Andrea de Cesaris geen punten. Zijn beste prestatie was een zevende plaats bij de Grote Prijs van Nederland. Eén race mocht Hesnault niet starten, hij had zich voor de Grand Prix van Frankrijk (zijn thuisrace) wel gekwalificeerd, maar moest zijn plek afstaan aan De Cesaris, de kopman van het team die zich niet gekwalificeerd had.
Na het seizoen kon hij vertrekken bij het Franse team en vond in 1985 een plek bij Brabham als teamgenoot van (op dat moment) 2-voudig wereldkampioen Nelson Piquet sr.. Ondanks het optimisme vooraf (Brabham was een topteam) kon Hesnault weinig laten zien en wist zich niet te kwalificeren voor de Grand Prix van Monaco. Bij een test in Paul Ricard de week daarop kreeg Hesnault een zwaar ongeluk en werd door het team vervangen door Marc Surer.
Later dat seizoen kreeg Hesnault nog eenmalig een kans als derde coureur bij Renault om primitieve onboard-camera's te testen bij de Grand Prix van Duitsland, de eerste keer dat tv-kijkers mee konden kijken vanaf een auto. Het werd een kort experiment, want Hesnault viel al na acht ronden uit. Het was de laatste keer dat er drie auto's van een team startten. Hierna beëindigde Hesnault zijn autosportcarrière, mede ingegeven door zijn zware testcrash op Paul Ricard.